# Garett Scott
Garett Scott (München, 1968/1969 - Coronado, Californië, 2 maart 2006) was een Amerikaanse filmregisseur. 
De eerste film die hij maakte was Cul de Sac: a suburban war story uit 2002. 
Later maakte hij in 2005 Operation: Dreamland en deze was te zien op het filmfestival in Rotterdam. Het ging over een groep jonge en onervaren Amerikaanse soldaten in Fallujah, Irak tijdens de oorlog daar. Deze film won in 2006 de Truer Than Fiction Award. 
Garett Scott overleed op 2 maart 2006 op 37-jarige leeftijd in Coronado in Californië aan een hartaanval in een zwembad.